# Laevophiloscia richardsae
Laevophiloscia richardsae är en kräftdjursart som beskrevs av Albert Vandel1973. Laevophiloscia richardsae ingår i släktet Laevophiloscia och familjen Philosciidae. Inga underarter finns listade i Catalogue of Life.